# Vela mayor

Principales partes de una embarcación de vela.
1 - vela mayor 2 - foque 3 - spinnaker 4 - casco 5 - quilla (en la imagen, una orza) 6 - timón 7 - skeg o alerón 8 - mástil 9 - cruceta 10 - obenque 11 - escota de mayor 12 - botavara 13 - mástil 14 - tangón 15 - backstay 16 - estay de proa 17 - contra

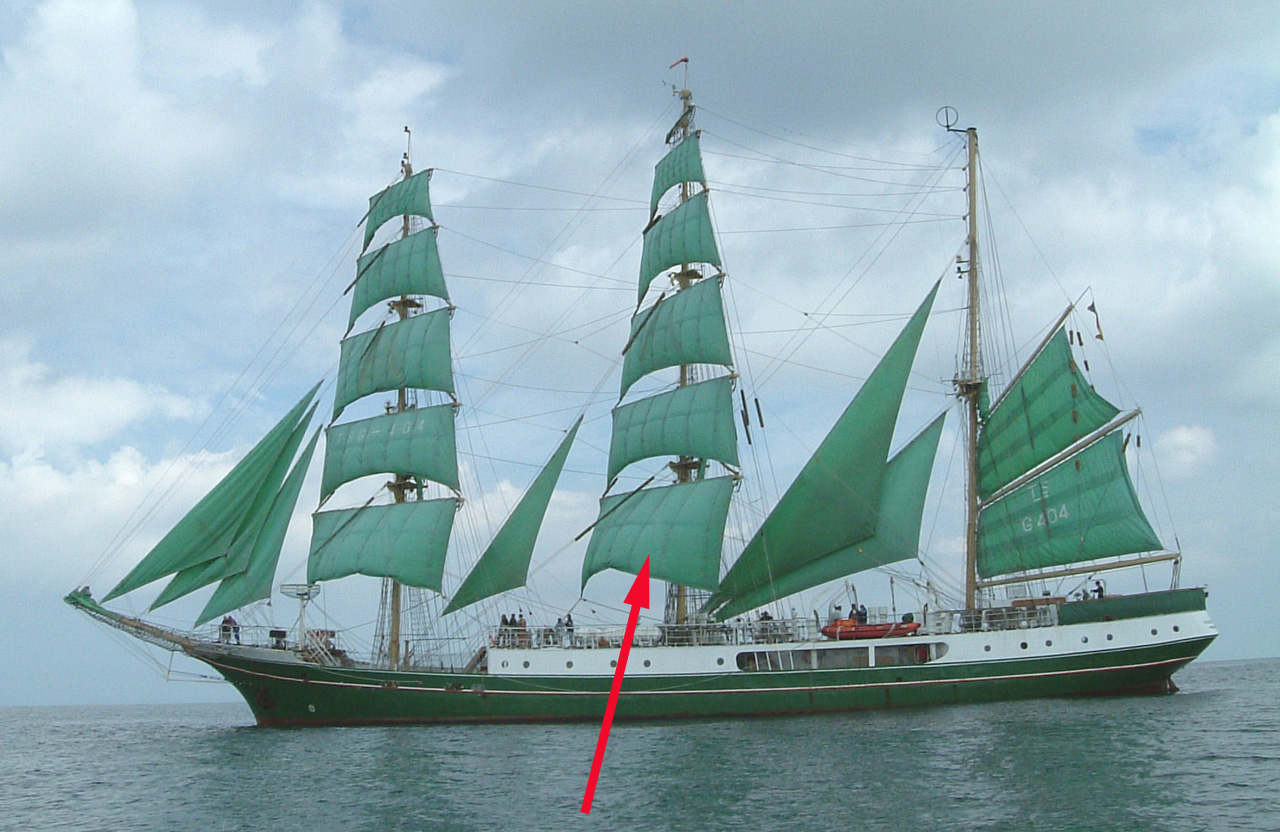
La flecha señala la vela mayor.

Vela mayor es la vela más importante que se iza en los navíos de un solo palo. (fr. Grand-voile; ing. Mainsail; it. Randa; port. Vela grande).

## Descripción
De haber más de un palo, las velas siguen en general los nombres de los palos o masteleros, vergas o estayes en los que se envergan. Así sería la vela sostenida por el palo y verga mayores. En los navíos de velas cuadradas, es la mayor del palo y ocupa la posición inferior, por debajo de la gavia baja. Si se diera el caso de haber más de un palo mayor, se especificarían por el nombre del palo: mayor de proa, centro o popa.